# Amanita franchetii
Amanita franchetii là một loài nấm thuộc chi Amanita trong họ Amanitaceae. Danh pháp khoa học của loài này được nhà nghiên cứu nấm người Thụy Sĩ, Victor Fayod đặt vào năm 1889 để vinh danh nhà thực vật học người Pháp, Adrien René Franchet. A. franchetii phát triển trong mối quan hệ cộng sinh với các cây sồi, dẻ Trùng Khánh và thông ở khu vực châu Âu và Bắc Phi.

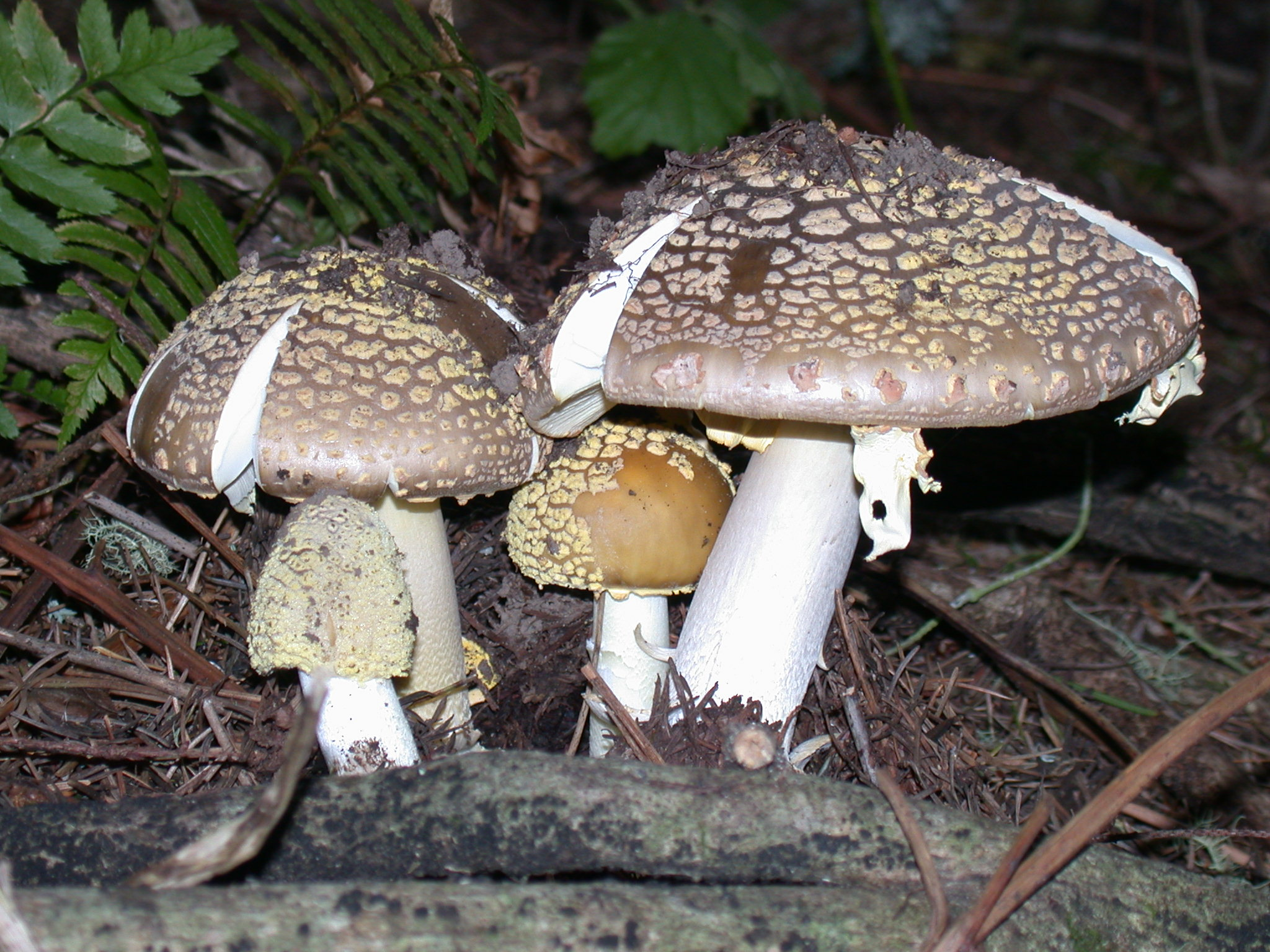
Nấm A. augusta có hình dạng bên ngoài gần giống nấm Amanita franchetii

## Thực phẩm
Dù vẫn chưa có nghiên cứu khoa học nào chỉ ra độc tố của A. franchetii như ở một số nấm khác cùng chi Amanita nhưng khả năng ăn được của loài này vẫn bị nghi ngờ, nhìn chung, không nên sử dụng làm thực phẩm. Ngoài ra, nấm này còn có liên quan đến vụ ngộ độc làm mười người tử vong ở Trung Quốc với những triệu chứng tương tự ngộ độc nấm.